# Амалия Баденская
Катарина Амалия Кристиана Луиза Баденская (нем. Katharina Amalie Christiane Luise von Baden; 13 июля 1776, Карлсруэ — 20 октября 1823, Брухзаль) — принцесса Баденская, сестра-двойняшка Каролины Баденской. Старшая сестра российской императрицы Елизаветы Алексеевны.

## Биография
Родилась в семье наследного принца Бадена Карла Людвига и его супруги Амалии Гессен-Дармштадтской. После вступления Александра I на престол вместе с родителями приехала в Санкт-Петербург, где по приглашению сестры и прожила до февраля 1814 года, за исключением поездки на родину в 1810 году. Занимала апартаменты третьего этажа северо-западного ризалита Зимнего дворца.
Живя в России, сильно увлеклась поручиком Кавалергардского полка, впоследствии камергером Петром Львовичем Давыдовым, но он женился на другой. Проект брака с эрцгерцогом Карлом Австрийским, которому покровительствовал русский двор, расстроился из-за противодействия Наполеона. Также не состоялся брак с герцогом Кентским, который пытался устроить Александр I.
Занималась благотворительностью, в 1812 году пожертвовала всё личное состояние, унаследованное от отца, в помощь пострадавшим от войны, постоянно заботилась о своих соотечественниках, попавших в плен в России.
По возвращении в 1814 году на родину она поселилась в замке у матери Амалии, где и скончалась в 1823 году.